# 博維納 (密西西比州)
博維納（英語：Bovina）是位於美國密西西比州沃倫縣的普查規定居民點。

## 歷史
博維納的郵局於1833年設立，其後於1956年停運。

## 人口
根據2020年美國人口普查的數據，博維納的面積為7.01平方千米，當中陸地面積為7.00平方千米，而水域面積為0.01平方千米。當地共有人口516人，而人口密度為每平方千米73.61人。